# Ушат блатен охлюв
Radix auricularia е вид охлюв от семейство Lymnaeidae. Видът не е застрашен от изчезване.

## Разпространение и местообитание
Разпространен е в Австрия, Албания, Алжир, Андора, Афганистан, Бангладеш, Бахрейн, Беларус, Белгия, Босна и Херцеговина, Бутан, България, Великобритания (Северна Ирландия), Виетнам, Германия, Гърция (Егейски острови), Дания, Естония, Израел, Индия (Джаму и Кашмир), Ирак, Иран, Ирландия, Испания, Италия, Камбоджа, Китай (Анхуей, Гансу, Гуандун, Джъдзян, Дзилин, Ляонин, Пекин, Синдзян, Съчуан, Тиендзин, Фудзиен, Хубей, Хунан, Хъйлундзян, Цинхай и Шандун), Лаос, Латвия, Ливан, Литва, Люксембург, Мианмар, Молдова, Непал, Нидерландия, Норвегия, Оман, Полша, Северна Македония, Русия, Северен Йемен, Словакия, Словения, Сърбия (Косово), Тайланд, Турция, Украйна, Унгария, Финландия, Франция, Хърватия, Черна гора, Чехия, Швейцария, Швеция и Южен Йемен. Внесен е в САЩ.
Вероятно е изчезнал в Египет.
Среща се на надморска височина от -7 до 55,1 m.

## Описание
Популацията на вида е стабилна.